# 青森県立弘前南高等学校
青森県立弘前南高等学校（あおもりけんりつ ひろさきみなみこうとうがっこう）は、青森県弘前市大開に所在する県立高等学校。

## 沿革
- 1963年 - 設立。ただし、仮校舎。初代校長は小野正文（1969年3月末まで）。
- 1964年 - 新校舎完成。
- 1969年 - 理数科設置。
- 1973年 - 創立十周年記念式典。
- 1979年 - 理数科募集停止。普通科8学級編成へ。
- 1981年 - 大鰐分校開校。
- 1983年 - 創立20周年記念式典。
- 1993年 - 創立30周年記念式典。
- 2013年 - 青森県立弘前南高等学校大鰐校舎を閉校する。

## アクセス
- 弘南バス「南高校前」下車
  - 弘前駅 - 桜ヶ丘線（桔梗野・金属団地経由）
  - 弘前駅 - 桜ヶ丘線（桝形・金属団地経由）
  - 板留 - 南高校線（黒石駅経由）
  - 宮園団地 - 南高校線
  - 藤代営業所 - 南高校線（浜の町経由）＊冬季運行
    - 登下校時には路線バスの他に弘前駅からのスクールバスが設定されている。

## 著名な卒業生
- 伊奈かっぺい - タレント（第一期生）
- 山田年伸 - 大鰐町長
- 鈴木キサブロー - 作曲家
- 小中肇 - 映画監督
- 福士秀樹 - ナレーター・声優
- 田中ケロ - プロレスリングアナウンサー、ナレーター
- 木村太郎 - 衆議院議員
- 山田スイッチ - コラムニスト
- ビートまりお- アマチュア編曲家・作曲家・歌手
- 荒関将寛 - 音楽家（Local Sound Style元メンバー）
- 黒瀧孝之 - 音楽家（Local Sound Styleメンバー）
- 小山内鈴奈 - フジテレビアナウンサー